# Hyperoplus
Hyperoplus – rodzaj morskich ryb okoniokształtnych z rodziny dobijakowatych (Ammodytidae).

## Klasyfikacja
Gatunki zaliczane do tego rodzaju:
- Hyperoplus immaculatus
- Hyperoplus lanceolatus – dobijak[3]